# Flodbanksmyrfågel
Flodbanksmyrfågel (Cercomacroides fuscicauda) är en fågel i familjen myrfåglar inom ordningen tättingar.

## Utbredning och systematik
Fågeln förekommer från sydöstra Colombia till nordöstra Bolivia och sydvästra Amazonområdet i Brasilien. Den behandlas som monotypisk, det vill säga att den inte delas in i några underarter. Tidigare kategoriserades den som en underart till gråsvart myrfågel (Cercomacroides nigrescens) och vissa gör det fortfarande.

## Status
IUCN kategoriserar den som livskraftig.